# Humpen (Antarktika)
Der Humpen (norwegisch für Buckel) ist ein kleiner Berg der Sør Rondane im ostantarktischen Königin-Maud-Land. Er ragt in der Berrheia auf.
Wissenschaftler des Norwegischen Polarinstituts benannten ihn 1990 deskriptiv nach seiner Erscheinung.